# Neben der Spur – Die andere Frau
Neben der Spur – Die andere Frau ist ein deutscher Psychothriller von Josef Rusnak aus dem Jahr 2022 und der achte und zugleich letzte Teil der ZDF-Kriminalfilmreihe Neben der Spur. Der Film basiert auf dem gleichnamigen Roman (Originaltitel: The Other Wife) des australischen Bestsellerautors Michael Robotham und wurde am 31. Januar 2022 als Fernsehfilm der Woche erstmals im deutschen Fernsehen ausgestrahlt.

## Handlung
Obwohl Psychiater Joe Jessen schon ein Jahr Witwer ist, hat er den Tod seiner Frau noch immer nicht ganz verarbeitet. So nimmt er selbst schon länger therapeutische Hilfe in Anspruch, hofft aber, bald wieder als Psychotherapeut arbeiten zu können. Doch da trifft ihn der nächste Schicksalsschlag: Sein Vater Conrad liegt nach einem Treppensturz im Koma. Als Joe ihn im Krankenhaus besucht, trifft er auf eine fremde Frau, die behauptet, die Ehefrau seines Vaters zu sein. Joe ist irritiert, schließlich ist sein Vater doch mit seiner Mutter verheiratet. Dachte er zumindest.
Joe Jessen ruft Kommissar Vincent Ruiz zu Hilfe und bittet darum, die Sache zu untersuchen. Der kommt zu der Erkenntnis, dass diese andere Frau die Wahrheit sagt. Und auch Dr. Karl Reiser, der Anwalt der Familie, bestätigt das bereits zwanzig Jahre währende Doppelleben von Conrad Jessen.
Für Joe ist das alles kaum zu begreifen. Anfangs geht er davon aus, dass Olivia Schwartz als „Schwarze Witwe“ seinen Vater absichtlich die Treppe hinuntergestoßen haben muss. Deshalb überredet er Ruiz, das Haus seines Vaters kriminaltechnisch zu untersuchen. Tatsächlich gibt es einige Unstimmigkeiten; jedoch kommt Joe mit der Zeit zu der Überzeugung, dass Olivia Schwartz es wohl doch ehrlich meint. Zeitweise verdächtigt er sogar seine Mutter: Sie wusste offensichtlich von dem Lebenswandel ihres Mannes. Da sie bei seinem Tod über die von ihm ins Leben gerufene millionenschwere Stiftung finanziell profitieren würde, könnte das ein Motiv sein.
Vor kurzem war allerdings aufgefallen, dass in den letzten Jahren hohe Summen veruntreut worden waren. Darauf angesprochen eröffnet ihm der Anwalt Dr. Karl Reiser, dass es zwischen ihm, Reiser, und Conrad Jessen zu immer mehr Unstimmigkeiten gekommen war. Conrad hatte ihn schließlich aufgefordert, sich selbst anzuzeigen und das veruntreute Geld in die Stiftung zurückzuzahlen. Weil das Reiser und seine Familie ruiniert hätte, war er der Meinung, „handeln zu müssen“. An jenem Abend hätte sich bei ihm soviel Wut aufgestaut, dass er Conrad Jessen „bestrafen“ wollte. So kam es zu dem Treppensturz. Danach hatte er ihn einfach liegen lassen.
Nachdem Conrad Jessen aus dem Koma erwacht ist, stellt sich heraus, dass der Sturz massive Einschränkungen zur Folge haben wird. Maria Jessen hält trotz allem zu ihrem Mann.

## Nebenhandlung
Jessens Tochter Charlotte hat sich mit einem Jungen eingelassen, der ausgerechnet der Sohn von Olivia Schwartz und somit Charlottes Stiefonkel ist. Obwohl Joe Jessen ihn anfangs massiv ablehnt, hilft er Kolja, als dieser sich in einer psychischen Krise befindet.

## Produktion
Die Dreharbeiten zu Neben der Spur – Die andere Frau fanden im Zeitraum vom 16. Februar 18. März 2021 in Hamburg und Umgebung statt.

## Rezeption

### Einschaltquoten
Die Erstausstrahlung von Neben der Spur – Die andere Frau am 31. Januar 2022 wurde in Deutschland von 7,09 Millionen Zuschauern gesehen und erreichte einen Marktanteil von 23,3 % für das ZDF.

### Kritik
Rainer Tittelbach von tittelbach.tv meinte: „Rätsel und Reduktion sind die Prinzipien dieses finalen Krimidramas, das den Zuschauer am Thrillergenre schnuppern lässt, bis im Schlussdrittel die Handlungsschraube kräftig angezogen wird. Das Ganze funktioniert gewohnt gut, vor allem weil hier einem gebeutelten, sympathischen und über Jahre liebgewonnenen Antihelden, noch dazu verkörpert von einem unserer besten Schauspieler, so übel mitgespielt wird.“
Bei quotenmeter.de wertete Christian Lukas: „In diesem letzten Film der Kriminalfilmreihe, die auf Vorlagen des australischen Thrillerautors Michael Robotham basiert, agiert der von Ulrich Noethen dargestellte Psychiater Joe Jessen als ein Getriebener seiner eigenen verletzten Seele.“ In der „Geschichte steckt ein emotional höchst aufgeladenes Drama, das aber in der zahmen Inszenierung nie aus ihrem Käfig entlassen wird.“ „Auch schauspielerisch bietet der Spielfilm eher schmale Kost. Ulrich Noethen hat einige Momente, in denen er seine Klasse ausspielen und die gesamte emotionale Zerbrechlichkeit seiner Figur ausleben darf. Sie bleiben jedoch kurze Blinklichter in einer ansonsten wenig begeisternden Inszenierung einer schwachen Geschichte.“
Oliver Armknecht von film-rezensionen.de schrieb: „‚Neben der Spur: Die andere Frau‘ ist einfach wahnsinnig langweilig. Auch wenn da angesichts des allgegenwärtigen Todes oder anderen Formen des Unglücks schon eine melancholische Stimmung vorherrscht, wird diese doch nie zwingend genug, um einen damit zu fesseln. Dem Ensemble ist das dabei weniger vorzuwerfen. Ulrich Noethen […] spielt überzeugend den Mann am Ende seines Weges, der nichts mehr wiedererkennt und nun auch noch das letzte bisschen zu verlieren droht. Aber das ist nicht genug, um die schwache Geschichte auszugleichen. Wenn zum Ende hin verraten wird, wer es auf den Vater abgesehen hat, spielt das auch schon keine Rolle mehr.“
Michael Hanfeld von der FAZ urteilte kurz: „In ‚Neben der Spur‘ löst der Psychiater Joe Jessen seinen letzten Fall. Ulrich Noethen spielt großartig. Doch bleibt die ZDF-Serie nach den Romanen vom Michael Robotham seltsam unvollendet.“